# Bernhard Lloyd
Pour les articles homonymes, voir Lloyd.
Bernd Gössling, dit Bernhard Lloyd, né le 2 juin 1960 à Enger en Rhénanie-du-Nord-Westphalie, est un musicien allemand, cofondateur du groupe de new wave Alphaville en 1984.
Avant même son départ du groupe en 2003, il avait déjà créé avec le musicien allemand Max Holler le projet musical intitulé "Atlantic Popes" (littéralement « Les Papes de l'Atlantique ») en 2000 et sort un album le 4 janvier 2001.
Depuis, il est ingénieur du son et collabore avec d'autres artistes sur le mixage d'albums[Quand ?][réf. souhaitée].